# 藤浪駅
藤浪駅（ふじなみえき）は、愛知県愛西市諏訪町にある、名古屋鉄道津島線の駅である。駅番号はTB06。manacaが利用できる。普通列車のみ停車。

## 歴史
名古屋電気鉄道による津島線開業と同時に開設された。計画時の予定された駅名は諏訪駅だったが開業前に藤浪に変更されている。
- 1914年（大正3年）1月23日 - 開業。
- 1948年（昭和23年）11月1日以前 - 無人化[4]。
- 1996年（平成8年）9月1日 - 駅員再配置[5]。
- 2002年（平成14年）7月13日 - 高架駅化[6][7]。駅集中管理システム導入により無人化[8]。
- 2005年（平成17年）7月14日 - トランパス導入。
- 2011年（平成23年）2月11日 - manaca導入。
- 2012年（平成24年）2月29日 - トランパス供用終了。

## 駅構造
相対式2面2線のホームを持つ高架駅。ホーム有効長は8両分。無人駅である。駅集中管理システム（管理駅は須ヶ口駅）が導入されている。各ホームと地上とを結ぶエレベーターと自動販売機がホームに設置されている。改札口は高架下の地上階にあり、付近には自動券売機（新規manaca通勤定期乗車券及び継続manaca定期乗車券の購入も可能ではあるが、7:00~22:00以外の時間帯は名鉄ミューズカードでの決済は不可能である）と自動精算機（ICカードの積み増し等も可能）を設置している。駅前にはロータリーがある。公衆トイレは男女別々の使用。
| 番線 | 路線      | 方向 | 行先                         |
| ---- | --------- | ---- | ---------------------------- |
| 1    | TB 津島線 | 下り | 津島・弥富方面               |
| 2    | TB 津島線 | 上り | 須ケ口・名鉄名古屋・金山方面 |

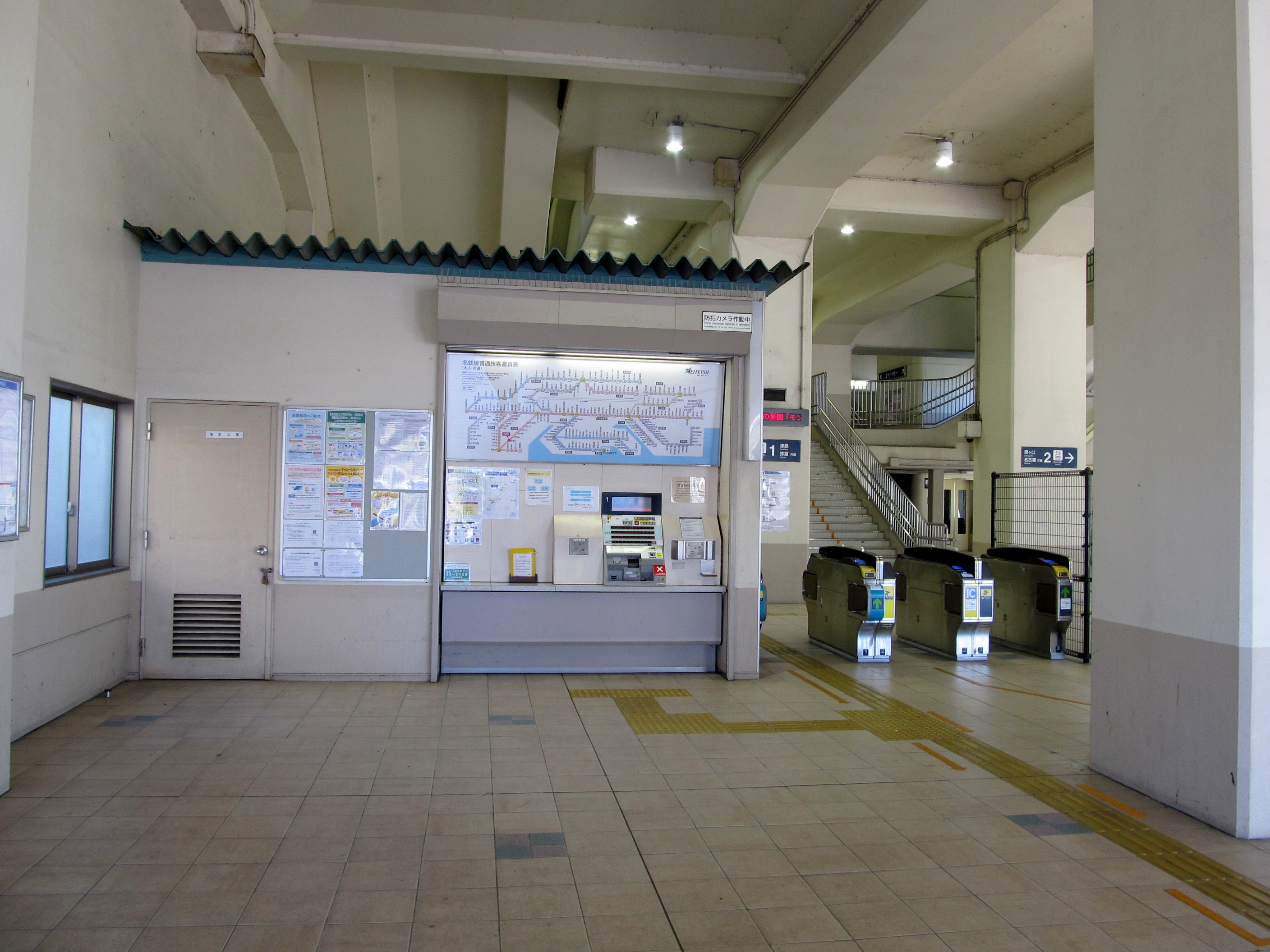
改札口
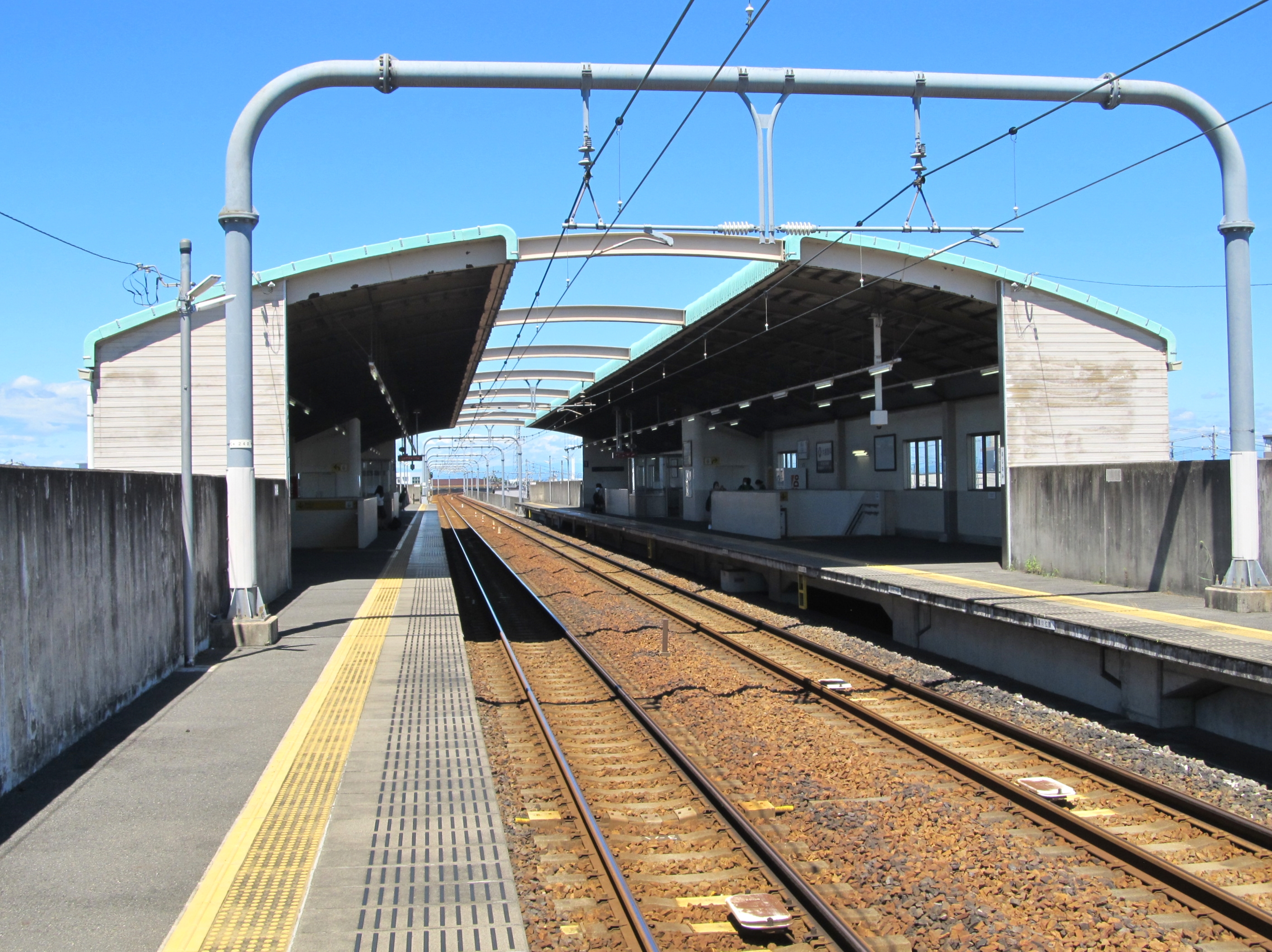
ホーム
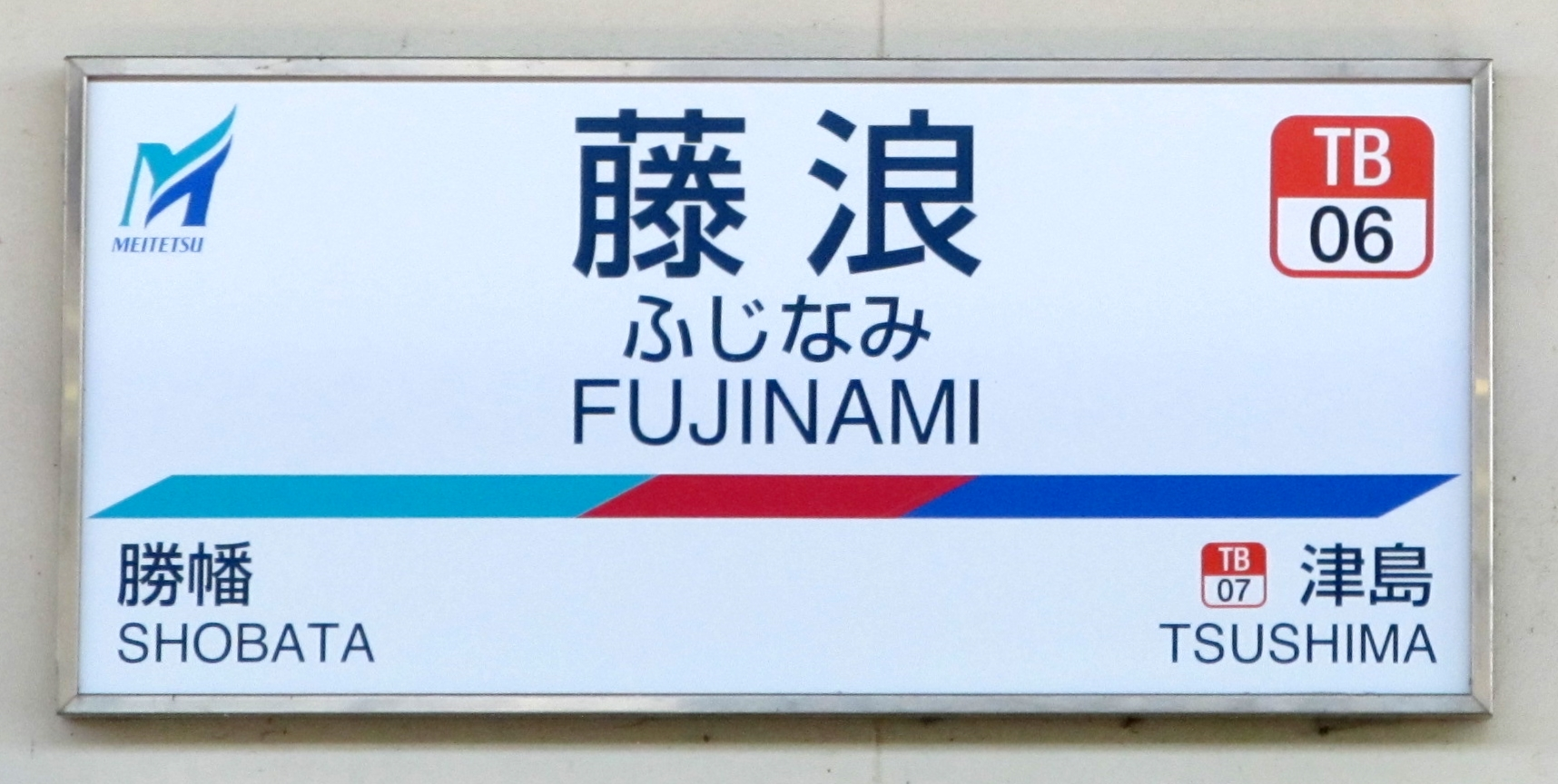
駅名標

### 配線図
| ← 津島・ 弥富方面 | 藤浪駅 構内配線略図 | → 須ヶ口・ 名古屋方面 |
| 凡例 出典:        |                     |                       |

## 利用状況
- 『名鉄120年：近20年のあゆみ』によると2013年度当時の1日平均乗降人員は2,922人であり、この値は名鉄全駅（275駅）中145位、津島線（8駅）中8位であった[13]。
- 『名古屋鉄道百年史』によると1992年度当時の1日平均乗降人員は2,456人であり、この値は岐阜市内線均一運賃区間内各駅（岐阜市内線・田神線・美濃町線徹明町駅 - 琴塚駅間）を除く名鉄全駅（342駅）中155位、津島線（8駅）中8位であった[14]。
- 『愛知県統計年鑑』によると平成19年度の1日平均乗車人員は1,336人、平成20年度は1,367人である。
- 「愛西市の統計」、「移動等円滑化取組報告書」によると、各年度の1日平均乗降人員は以下の通り[15][16]。

| 年度   | 1日平均 乗降人員 |
| ------ | ---------------- |
| 2002年 | 2,268            |
| 2003年 | 2,368            |
| 2004年 | 2,434            |
| 2005年 | 2,601            |
| 2006年 | 2,616            |
| 2007年 | 2,683            |
| 2008年 | 2,745            |
| 2009年 | 2,747            |
| 2010年 | 2,798            |
| 2011年 | 2,861            |
| 2012年 | 2,857            |
| 2013年 | 2,922            |
| 2014年 | 2,886            |
| 2015年 | 2,894            |
| 2016年 | 2,878            |
| 2017年 | 2,947            |
| 2018年 | 4,887            |
| 2019年 | 4,797            |
| 2020年 | 4,385            |

かつては津島線の駅では最も利用者が少なかったが、2018年度に清林館高等学校の移転新校舎が完成し、最寄り駅となったため急増し、青塚駅と勝幡駅を抜いた。

## 駅周辺
- 愛西市立佐織中学校
- 愛西市立北河田小学校
- 清林館高等学校
- 愛西市役所佐織庁舎
- 藤浪駅前郵便局
- ナゴヤトーヨーボール跡（現在は更地）
- ハローワーク津島
- 津島警察署佐織交番
- 津島労働基準監督署

## 隣の駅
名古屋鉄道
TB 津島線
■特急・■急行・■準急
通過
■普通
勝幡駅（TB05） - 藤浪駅（TB06） - 津島駅（TB07）